# Пшихашха
Пшихашха (устар. Пшехашха, Пшихачиха, Чихашха, адыг. КӀыхьӀуащхьэ) — река в России, протекает в Краснодарском крае (верховья — в Республике Адыгея). Стекает с вершины высотой 1951 м, недалеко от перевала Черкесский, рядом с горой Фишт. Устье реки находится в 130 км по правому берегу реки Пшеха на высоте 504 м над уровнем моря, у горы Сахарная Голова. Длина реки — 15 км, площадь водосборного бассейна — 54,5 км².
Название могло произойти от другого названия реки — «Чихашха» (адыг. КӀыхьӀуащхьэ), то есть «гора шея», либо «длинная вершина». Вершина Пшехашха расположена не совсем рядом с рекой. По мнению Андреева Д. А., название горы может иметь этимологию адыг. Чеха — имя собственное, и адыг. шха — «гора», то есть «гора Чиха».

## Данные водного реестра
По данным государственного водного реестра России относится к Кубанскому бассейновому округу, водохозяйственный участок реки — Белая. Речной бассейн реки — Кубань.